# Deniz Baykal

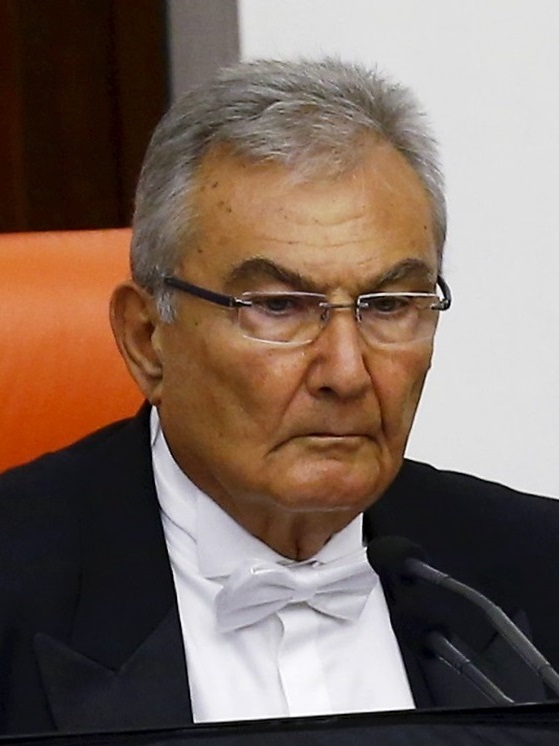
Deniz Baykal (2015)

Deniz Baykal   (* 20. Juli 1938 in Antalya; † 11. Februar 2023 in Ankara) war ein türkischer Anwalt und Politiker. Er war mit kurzen Unterbrechungen von 1992 bis 2010 Parteivorsitzender der Republikanischen Volkspartei (CHP) und übte mehrere Ministerämter in verschiedenen Regierungen der Republik Türkei aus.

## Leben
Baykal war der Sohn von Hüseyin und Feride Hilmi. Er studierte in Ankara Jura und ging später in die USA, um an der Berkeley-Universität von Kalifornien und der Columbia-Universität das Studium fortzusetzen. 1963 machte er seinen PhD in Ankara. Er arbeitete daraufhin als Dozent an der Universität Ankara.
1973 beendete er seine akademische Laufbahn und wurde zum Abgeordneten der CHP im türkischen Parlament gewählt. Zwischen 1974 und 1978 war er Finanzminister und später Minister für Energie und Natürliche Ressourcen im Kabinett von Bülent Ecevit. Nach dem Militärputsch 1980 erhielt er wie andere Politiker ein fünfjähriges Betätigungsverbot. Außerdem wurden nach dem Putsch alle Parteien inklusive der CHP geschlossen.
1987 zog Baykal mit der Sozialdemokratischen Populistischen Partei (SHP), einer Nachfolgepartei der CHP, wieder in das Parlament ein. Er war zwischenzeitlich Generalsekretär der SHP und trat am 10. September 1990 aus der Partei aus. Zwei Jahre später wurde er Parteivorsitzender der neu gegründeten CHP. 1995 war Baykal in einer Koalitionsregierung aus der Partei des Rechten Weges (DYP) und der CHP Außenminister und stellvertretender Ministerpräsident. In der Wahl von 1999 schaffte seine Partei nicht den Sprung ins Parlament. Erst 2002 wurde Deniz Baykal wieder Abgeordneter. Bis Mai 2010 war er der Oppositionsführer im Parlament, Kritikern zufolge war er „der beste Oppositionschef, den sich eine Regierung wünschen konnte“, weil er sich „aufs Neinsagen beschränkte und mit Betonköpfen aus seiner eigenen Generation umgab“.
Von 2003 bis zum 1. Juli 2008 war Baykal einer der Vizepräsidenten der Sozialistischen Internationale (SI). Am 10. Mai 2010 trat Baykal vom Parteivorsitz der CHP zurück, nachdem im Internet ein kompromittierendes, heimlich aufgenommenes Video einer sexuellen Begegnung zwischen ihm und einer CHP-Abgeordneten veröffentlicht worden war. Baykal warf der türkischen Regierung vor, für die Veröffentlichung des Videos verantwortlich zu sein und kritisierte einen illegalen Eingriff in seine Intimsphäre. Das Internetportal YouTube entfernte die Aufnahme kurz nach der Veröffentlichung. Sein Nachfolger als 7. Parteivorsitzender der CHP wurde am 22. Mai 2010 Kemal Kılıçdaroğlu.